# Gare de Magneux - Courlandon
Gare de Magneux - Courlandon vasútállomás Franciaországban, Magneux településen.

## Vasútvonalak
Az állomást az alábbi vasútvonalak érintik:
- Soissons-Givet-vasútvonal

## Kapcsolódó állomások
A vasútállomáshoz az alábbi állomások vannak a legközelebb:
- Gare de Fismes
- Gare de Breuil - Romain